# فلورنسا فان ستراتن
فلورنسا فان ستراتن (بالإنجليزية: Florence van Straten) (و. 1913 – 1992 م) هي عالمة أرصاد، وفيزيائية من الولايات المتحدة الأمريكية . ولدت في دارين (كونيتيكت) .
توفيت عن عمر يناهز 79 عاماً.